# Молодолатиші
Молодолатиші (латис. jaunlatvieši) — поняття, яким позначають діячів Першого латиського національного пробудження, що діяли у 1850–1880 рр. Вони зробили великий внесок зокрема у розвиток латиської національної культури та літературної латиської мови, збирання і обробку національного фольклору та створення національної літератури.
Цей рух зародився за прикладом руху «Молода Німеччина» (нім. Junges Deutschland), на чолі якого був Генріх Гейне. 

## Передісторія
З метою поширення ідей Просвітництва пастор Ліборій фон Бергман у 1802 році створив Ризьке літературно-практичне громадянське об'єднання (нім. Literärisch-Praktische Bürgerverbindung). Невдовзі після скасування кріпосного права у Латвії Йоганн Готфрід Агелут разом з 12 пасторами з Відземе та ще двома пасторами з Курляндії та Семигалії  у 1824 році створив Латвійську літературну спілку (нім. Lettisch-literärische Gesellschaft), яка мала сприяти дослідженню і поширенню латиської мови, фольклору та культури. Пізніше до нього долучилися такі латиські громадські діячі, як Юріс Барс, Ансіс Лівенталс, Юріс Нейкенс та інші.

## Зародження руху
Хоча «Нових латишів» можна вважати частиною здебільшого культурного та літературного руху, їх діяльність мала важливі політичні наслідки для тогочасної соціоекономічної ситуації в Латвії — частині Російської імперії, у якій беззаперечно домінувало балтійсько-німецьке дворянство). 
У середині XIX століття внаслідок економічних змін та скасування кріпосного права відбувається швидший розвиток освіти та культури, зокрема, було відкрито низку волосних та парафіяльних шкіл. У лютому 1856 року латиські студенти Дерптського університету створили спілку «Дерптські латиські вечори» (Tērbatas latviešu vakari), один з членів якої, Юріс Алунанс, у тому ж році видав збірку поезій «Пісеньки, перекладені латиською мовою» (латис. Dziesmiņas latviešu valodai pārtulkotas). Вперше назву «молодолатиші» вжив у газеті Das Inland балтійський німець, пастор із села Ніца на ім'я Густав Браше, який, прочитавши збірку Алунанса, назвав його молодолатишем, що мало означати бунтаря або повстанця. Також запитуючи, хто міг би оцінити подібну літературу латиською (адже книга Алунанса була першим великим перекладом класичної зарубіжної поезії латиською), Браше застерігав, що тих, хто наважився мріяти про «Молоду Латвію», спіткає трагічна доля рибалки з вірша Гейне про Лорелей, переклад якого також містився в антології Алунанса.
Спочатку поняття «молодолатиші» використовувалося як знижений епітет, але згодом його конотація змінилася і його прийняли та почали використовувати самі молодолатиші, які також були відомі як «леттофіли» або «народовці» (латис. tautībnieki).
Отже, датою утворення руху традиційно вважається 1856 рік, — після виходу книги Алунанса та заснування головної латиськомовної газети «Mājas Viesis» («Домашній гість»), яка була опонентом пронімецької газети «Latviešu Avīzes» («Латиська газета»). Ще однією знаковою подією було публічне визнання своєї національністі лідером руху Крішьянісом Вальдемарсом, який був студентом Тартуського (тоді — Дерптського) університету у 1854–1858 рр. — на свої двері він повісив табличку, у якій значилося «C. Woldemar stud. cam. Latweetis.». На той час було нечувано, щоб освічена людина називала себе латишем, адже освіта означала передусім германізацію, тому вчинок Вальдемарса у його важливості для латиського націоналізму порівнювали з тим, як Мартін Лютер прибив табличку зі своїми 95 тезами до дверей Замкової церкви у Віттенберзі. Історик Арведс Швабе зазначав, що Вальдемарс заперечував свій радикалізм у своїй творах та «Нові латиші» не мали політичної програми, яка б загрожувала балтійським німцям до 1860-х рр.; згідно з Швабе,їх політична опозиція до пануючого порядку сформувалася під впливом слов'янофілів, рух яких у свою чергу з'явився під впливом реформ Олександра II.
Спілка ж «Дерптські латиські вечори» у 1857 році перетворилася на ядро студентської корпорації «Fraternitas Academica Dorpatensis», керівника якої були обрані Крішьяніс Вальдемарс, Крішьяніс Баронс, Е. Грінхофс та Яніс Закранович. У 1860 р. Юріс Алунанс видав у Дерпті три книжки під назвою «Подвір'я, природа, світ» (латис. Sēta, Daba, Pasaule). Девізом першої книжки був вислів «Найбільшою силою людини є розум та знання; той, хто їх ненавидить, скоро загине». Також у всіх трьох книжках містилася передмова Алунанса; у першій книжці також містився переклад вірша чеського поета Франтішека Челавковського «Nevis slinkojot un pūstot» («Не лінуватися та не відпочивати»), який невдовзі став одним із символів руху молодолатишів. У 1909 році композитор Андрій Юр'янс написав для нього музику.

## Діяльність
Після закінчення навчання в Дерпті Юріс Алунанс, Крішьяніс Баронс та Крішьяніс Вальдемарс переїжджають до Петербурга, де видають газету «Pēterburgas Avīzes» (1862-1865). У її редакції також працювали Індрікіс Алунанс, Єкабс Звайґзніте, Ернестс Дінсбергс, Каспарс Біезбардіс, Бернгардс Дірікіс та інші.
22 листопада 1868 року у Ризі латиші Яніс-Фрідріх Бауманіс, Бернгардс Дірікіс та Ріхардс Томсонс створили Ризьку латиську спілку (латис. Rīgas Latviešu biedrība, RLB), на першому зібранні якої були присутні більше 100 її членів, що вибрали 36 речників. Головними задачами спілки передусім були допомога бідним та поширення необхідних знань, «чесного порядку» і «загальної просвіти» серед латишів Риги. Також спілка зробила значний внесок у розвиток латиської освіти і культури, у тому числі завдяки організації Вселатвійського свята пісні і танцю починаючи з 1873 року. На прапорі спілки містилось висловлювання «Стій твердо, працюй сміливо». Вже у 1868 році при спілці почав діяти перший латиський театр, а при її Освітній комісії працював Відділ корисних книг.
У лютому 1870 року студент Дерптського університету Атіс Кронвальдс разом з двадцятьма товаришами-однодумцями надіслав телеграму до Ризької латиської спілки з приводи її переїзду до нової будівлі. Всі особи. що підписали телеграму, вирішили відновити регулярні вечірні зустрічі, які назвали «Дерптськими літературними вечорами латиських студентів». Її внутрішня структура та друзі організації фактично повністю підтримували студентські принципи. Організаторами вечорів були Атіс Кронвальдс, Фрідріх Гросвальд, Атіс Грінбергс, Ейженс Земмерс та інші. 3 грудня 1881 року дружня організація отримала назву «Fraternitas Lettonica», яка 20 лютого 1882 року було змінено на назву «Lettonia». 10 листопада 1888 року Карліс Каспарсонс, який покинув «Летонію», разом зі своїми однодумцями Янісом Калниньшем, Єкабсом Озоліньшем, Аугустсом Крумбергсом та Янісом Ерманісом заснував «Літературно-наукове товариство латиських студентів» (Literāri zinātnisko latviešu studentu biedrība), до якої пізніше долучилися Андрейс Скуя, Александрс Дауге, Петеріс Піпкалейс, Константинс Удерс, Едуардс Вейденбаумс, Єкабс Алксніс, Ернестс Екштейнс, Едуардс Павасарс, Яніс Ласманіс та інші. Щотижня кожного вечора суботи проходили зустрічі спілки, для яких один з її членів мав підготувати доповідь. За прізвищем одного з її членів, Петеріса Піпкалейса, цю спілку іноді також називали «Піпкалонією».
За ініціативою Крішьяніса Вальдемарса латиська інтелігенція Москви 20 жовтня 1870 року організувала «Московські латиські читацькі вечори» (Maskavas latviešu lasāmos vakarus). На цих вечорах, органіхованих Фріцисом Брівземніексом, збиралася моськовська латиська інтелігенція (Крішьяніс Калниньш, Крішьяніс Баронс, Крішьяніс Вальдемарс та інші) і майже усі латиські студенти. З часом між керівником «вечорів» Брівземніексом та студентами почались численні розлади. Разом з 15 однодумцями Яніс Чаксте 19 (31) жовтня 1883 року влаштував частування та створив Московську спілку латиських студентів (Maskavas latvju studentu biedrība), яка згодом перетворилась на спілку «Fraternitas Moscoviensis» (1902) та спілку «Orients» (1914), назва якої пізніше була замінена на більш латиську — «Ауструмс»  .
У 1880 році за ініціативи Юріса Матерса було створено Єлгавську латиську спілку, керівником якої у 1887 році став Яніс Чаксте, вжу відомий своєю участю у московських латиських вечорах. За часів його керування Єлгавська латиська спілка стала найвизначнішою громадською організацією у всій Курляндській губернії.

## Мета руху
Насправді молодолатиші намагалися вирішити головну проблему, спільну для всього народу — звільнитися від балтійсько-німецького панування. Щоб досягти цього, необхідно було вирішити три головні завдання: створити культуру, яка була б вільна від впливу дворянства і духовенства, досягти економічної незалежності та здобути юридичну рівність. Молодолатиші наголошували на тому, що народ має здобувати освіту. У зв'язку з цим за ініціативи Крішьяніса Вальдемарса невдовзі було відкрито морську школу в місті Айнажі.
Значнішим був внесок молодолатишів у галузі культури — в літературі, мовознавстві, театрі, образотворчому мистецтві, фольклористиці та музиці. Ідеї молодолатишів поширювалися в народі завдяки тогочасним друкованим виданням — газетам «Mājas Viesis» («Домашній гість») і «Pēterburgas Avīzes» («Петербурзька газета») та журналам «Baltijas Vēstnesis» («Балтійський вісник») і «Sēta, Daba, Pasaule» («Подвір'я, природа, світ»).

## Лідери

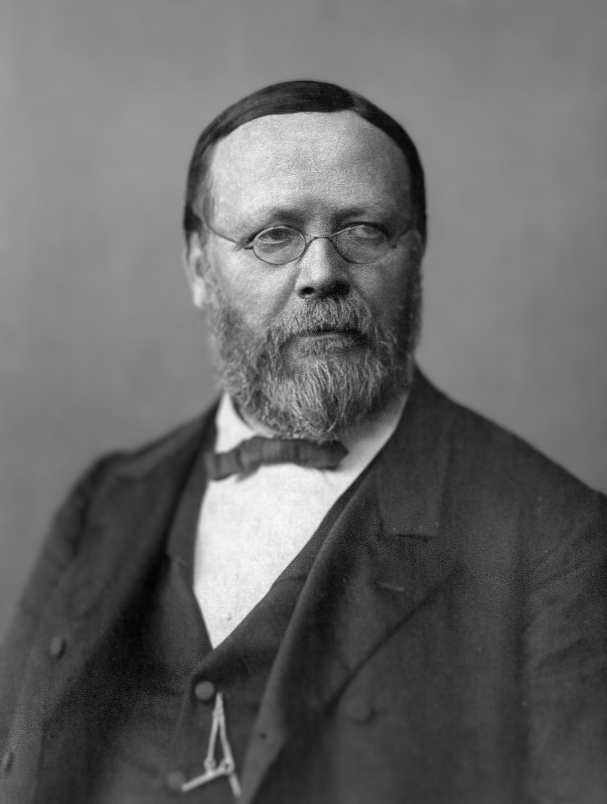
Лідер руху молодолатишів — Крішьяніс Вальдемарс бл. 1880 року

Крішьяніс Вальдемарс вважається «хрещеним батьком» латиського національного пробудження. Разом з Алунансом він проводив студентські зібрання в Дерпті (Тарту) та виступав за вивчення фольклору і заснування морських академій з метою надати латишам і естонцям морську освіту та зробити їх мореплавцями. Крішьяніс Баронс почав збирати дайни під прямим впливом Вальдемарса, і у 1862 році Вальдемарс, Алунанс та Баронс співпрацювали у Петербурзі, де видавали газету «Pēterburgas Avīzes». Найрадикальніша газета, що друкувалася латиською мовою, «Pēterburgas Avīzes» припинила своє існування у 1865 році, коли уряд заборонив її випускати. У 1867–1873 рр. Атіс Кронвальдс відновлює «латиські вечори», започатковані Вальдемарсом в Тарту; його книгу «Національні прагнення» (нім. Nationale Bestrebungen, 1872) можна вважати маніфестом молодолатишів. Двома їх старшими колегами були Каспарс Біезбардіс, перший етнічний латиш-філолог, який допомагав складати петиції до царя щодо тяжких умов життя латиських селян (за що його вислали до Калуги у 1863 році), та Андрейс Спагіс, перший письменник, який привернув увагу західної Європи до балтійської проблеми. Фріцис Брівземніекс (Тройланд) вважається батьком латиської фольклористики; Баронс згодом зробив збирання дайн справою всього свого життя. Поет Аусекліс, за словами дипломата і вченого Арнольдса Спекке, уособлював «романтичні та містичні пошуки душі нації». Молодолатиш Андрейс Пумпурс пізніше відтворив національний епос «Лачплесис» — «Той, що розриває ведмедя».

## Напрями та галузі
У 1889 році, згадуючи про рух, Андрейс Пумпурс писав: «Тих людей, які двадцять п'ять років боролися за свободу називали Новими латишами. Вони мали майже однакову долю: їх народ без батьківщини, позбавлений прав, без грошей, часто без житла та без хліба, вони були змушені мандрувати. Перед ними були зачинені усі двері, і вони не могли знайти собі житла або роботу. З важким серцем вони покидали кохану батьківщину та від'їжджали за кордон, углиб Росії, у пошуках засобів для існування та водночас з цим накопичуючи знання.»
Насправді біля половини етнічних латишів, що отримали вищу освіту, були змушені шукати роботу в Росії. Швабе зазначав, що «під тиском [балтійсько-]німецької аристократії та буржуазії з їх егоїстичною й короткозорою політикою латиші переходили до москвофілії.» Навіть представники балтійсько-німецької інтелігенції долучалися до вивчення латиської культури та мови, — як, наприклад, Август Біленштейн, редактор газети Latviešu Avīzes, яка протистояла «Новим латишам», у той час як редактор газети Die Zeitung für Stadt und Land проголосив, що «бути освіченим та латишем водночас неможливо, освічений латиш — це нонсенс» (нім. "sei ein Unding"). Пастор Браше, який писав, що латиської нації не існує, а латиський народ не має минулого, пропонував замінити поняття «Нові латиші» на «Нове селянство» (нім. Jung-Bauernstand). Основна лютеранська публікація стверджувала, що латиші як нація існували з XIII століття, але з того часу перетворилися на народ-селян; хіба кожний народ не заслуговує на власну мову? «Латиська мова має бути знищена».Балтійські німці-прихильники етнічних латишів. відомі як «старолатиші», частково через багатьох «новолатиських» опонентів асоціювалися з лютеранською церквою, а їх рух також мав яскраво виражений антиклерикальний характер.
Хоча один з рухів національного відродження спочатку знаходився в Тарту, пізніше переїхав до Петербурга, а звідти — до Москви, наприкінці 1860-х рр. леттофіли нарешті змогли утвердитися в Латвії завдяки створенню фонду допомоги жертвам голоду в Естонії та Фінляндії у 1867 році та отримуванню дозволу на заснування Ризької латиської спілки роком пізніше. Згодом схожі асоціації виникли і в інших містах Латвії, у той час як ризька початкова організація  називалася «матусею» (латис. māmuļa). За сприяння Ризької латиської спілки було поставлено на сцені першу латиську п'єсу, проведено першу конференцію латиських вчителів та організовано перший Латвійський фестиваль пісні у 1873 році.
Крішьяніс Вальдемарс також брав участь у дискусіях з Кейхелем (автором вислову про освічених латишів як нонсенс) та написав книгу «Національні прагнення» (нім. Nationale Bestrebungen) як відповідь на критику. Прагматик та матеріаліст, Вальдемарс у вигнанні та під наглядом поліції у Москві все більше підпадав під вплив слов'янофілів та працював на видавця Михайла Каткова. За словами Вальдемарса: «куркуль ніколи не може бути небезпечнішим за крем'яні німецькі цвяхи.»

## Зовнішні посилання
- Enciklopēdija internetā. [Архівовано 8 січня 2004 у Wayback Machine.] Retrieved 23. VI. 2005.